# Osprynchotus gigas
Osprynchotus gigas är en stekelart som beskrevs av Joseph Kriechbaumer 1894.
Osprynchotus gigas ingår i släktet Osprynchotus och familjen brokparasitsteklar. Inga underarter finns listade i Catalogue of Life.